# Kugar
Kugar è un software libero per l'elaborazione e la creazione di report, in modo simile a Sun Report Builder di LibreOffice Base.

## Storia
Faceva parte della parte del pacchetto KOffice 1.6.3, distribuito nel 2007, una suite office integrata al desktop environment KDE. Non sarà portato sulle librerie Qt 4 al fine di renderlo multipiattaforma.
I lavori su Kugar sono iniziati nel 2004. La prima versione distribuita nell'Aprile 2004 era parte di KOffice 1.5. L'ultima versione è la 1.6.3 del 16 giugno 2007. Sul sito ufficiale di KOffice.org è stata tolta la pagina di Kugar.
Kugar mette a disposizione una semplice interfaccia grafica tramite la quale è possibile progettare report, ed un motore di report: un componente di Konqueror per la visualizzazione delle anteprime, oltre ad alcuni report di esempio.
Kugar è quindi uno strumento integrato in KOffice per la generazione di report aziendali di qualità che possono essere visualizzati e stampati. Comprende un report viewer standalone ed un report viewer basato su KPart. Quest'ultimo fa in modo che qualsiasi applicazione KDE possa incorporare le funzionalità di visualizzazione dei rapporti e relazioni che possono poi essere visualizzati tramite Konqueror, il browser di KDE.
Kugar opera associando i dati generati con l'applicazione a un modello (template) per produrre il rapporto finale. Sia i dati che il modello vengono specificati utilizzando XML. Questo approccio significa che le applicazioni hanno solo il compito di generare i dati stessi. Un modello può essere un riferimento a un indirizzo URL che consente alle aziende di creare una gestione centralizzata di Template Library (librerie di esempio).
Lo sviluppo di Kugar è cessato ed è stato tolto nella versione 2.x di KOffice. Il nuovo Report Designer di Kexi è destinato a sostituire Kugar. Il modulo Base di OpenOffice.org, il diretto concorrente open, ora si basa su un moderno software di generazione di reportistica aziendale, Pentaho, scritto nel linguaggio evoluto 4GL.

## Componenti
- Il Kugar Report Designer è lo strumento da utilizzare per la creazione dei modelli dei report per il motore di report Kugar.
- Il motore di report Kugar utilizza il file modello di report basato su XML, creato con Kugar Report Designer.
- Il motore di report Kugar utilizza poi il file (anch'esso in formato XML) per generare il report finale.

## Funzioni
- Kugar report designer.
- Report stampabili in PostScript.
- Database/sorgente dati neutrale, i dati vengono forniti al motore report in formato XML.
- Supporto per direct database access, accesso diretto ai dati.
- definizione dei file Open report, il layout del report è memorizzato in formato XML.
- Controllo completo di font, colori, allineamento e formattazione del testo.
- Report intestazione / piè di pagina.
- Intestazione pagina / Piè di pagina.
- Dettagli della Sezione.
- Dettagli intestazione / piè di pagina.
- Numero illimitato di livelli di dettaglio.
- Gran totale: conteggio, somma, media, varianza e deviazione dallo standard.
- Formattazione aggiuntiva (numeri negativi, valuta, virgole per i numeri e le date).